# Храм Святого Сави
Храм Святого Сави (серб. Храм светог Саве) в Белграді на Врачарі — храм Сербської православної церкви, головний престол якого освячений в честь першого сербського архієпископа і національного героя Сербії святого Сави (1175—1236). Споруджений на місці спалення мощей останнього османською владою в 1594 році. Один з найбільших православних храмів у світі. Іменується меморіальним храмом.
Зразком побудованого храму послужив собор Святої Софії в Стамбулі.
У закінченій будівництвом будівлі собору тривають оздоблювальні роботи. Будівництво фінансувалося Росією.

## Історія будівництва
Будівництво почалося в 1894 році на площі, де османський воєвода Сінан-паша наказав спалити мощі святого Сави.
Після кількох десятиліть планування і численних конкурсів фактичне зведення будівлі почалося в 1935 році; в період до 1939 року були зведені стіни заввишки 12 метрів.
Друга світова війна перервала будівельні роботи, які були відновлені лише у травні 1986 року, коли влада дала дозвіл продовжувати будівництво храму. Купол був завершений в 1989 році.
20 квітня 1999 року, в день Радониці, Патріарх Московський Алексій II перебував з візитом в Союзній Республіці Югославія на чолі делегації РПЦ і здійснив з Патріархом Сербським Павлом літургію в соборі; в ході богослужіння було здійснено молитовне поминання жертв військових дій на території Югославії.
У 2004 році відбулося офіційне відкриття все ще не повністю закінченого храму.
У березні 2008 року освячено приділ собору на честь святих мучеників Єрмила та Стратоніка.
З 2015 року генеральний координатор робіт з оформлення внутрішнього оздоблення собору — Росспівробітництво. Фінансування здійснювалося коштом позабюджетних коштів, наданих російськими компаніями, що ведуть бізнес в Сербії. Зокрема, на кошти, виділені «Газпром нафтою», російські майстри спільно з сербськими склали мозаїку головного купола (загальною площею 1230 м²), яка була виготовлена сімдесятьма художниками з Росії та Сербії під керівництвом народного художника Росії Миколи Мухіна. У грудні 2018 року розпочато монтаж мозаїки в вівтарної частини. Робота над мозаїками загальною площею 15 000 квадратних метрів завершена у вересні 2020 року
На розташованому в південній центральній частині Белграда пагорбі по імені Врачар, крім собору, розташована й Національна бібліотека Сербії, а також розпланований великий парк.

## Галерея

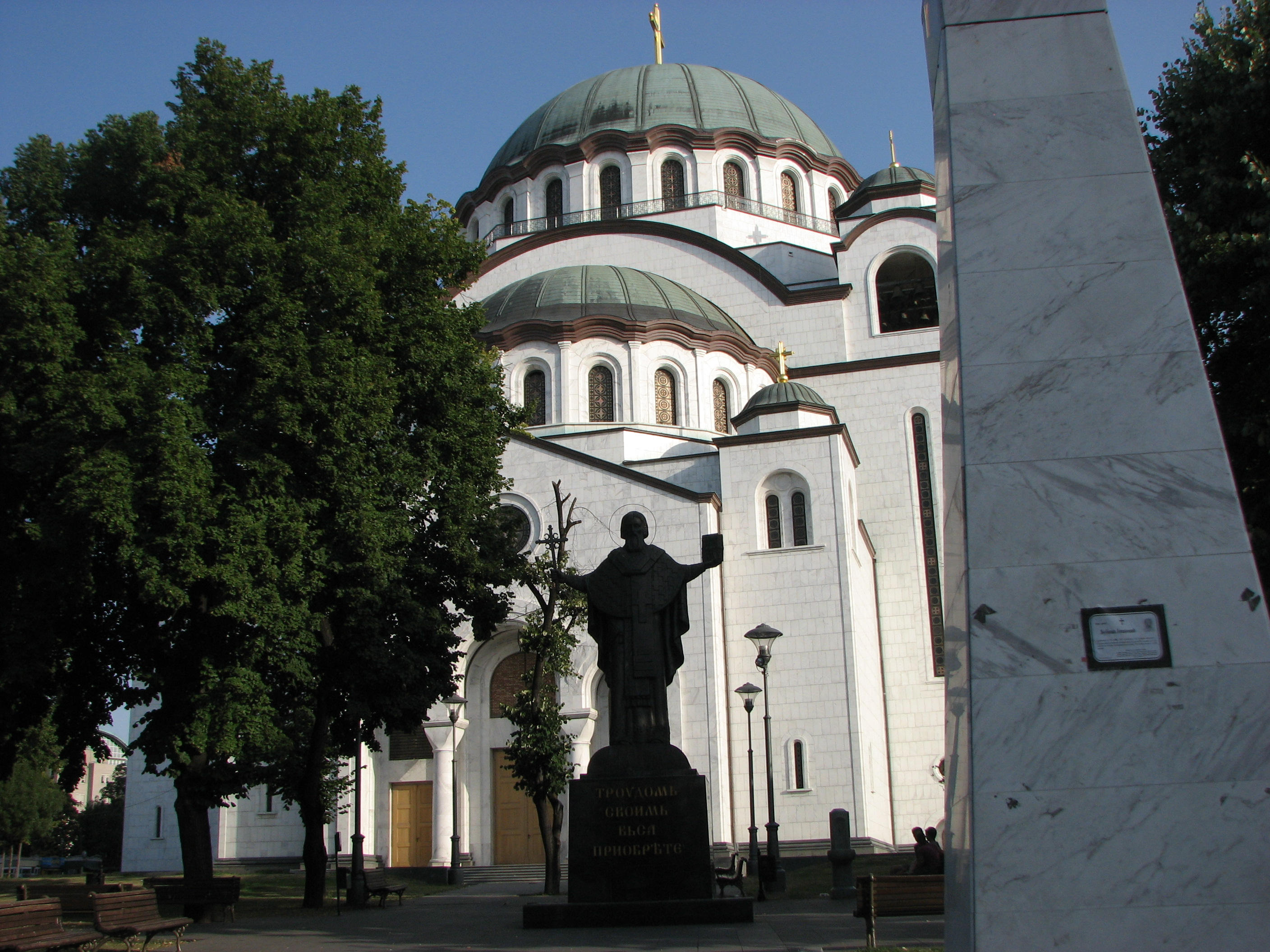
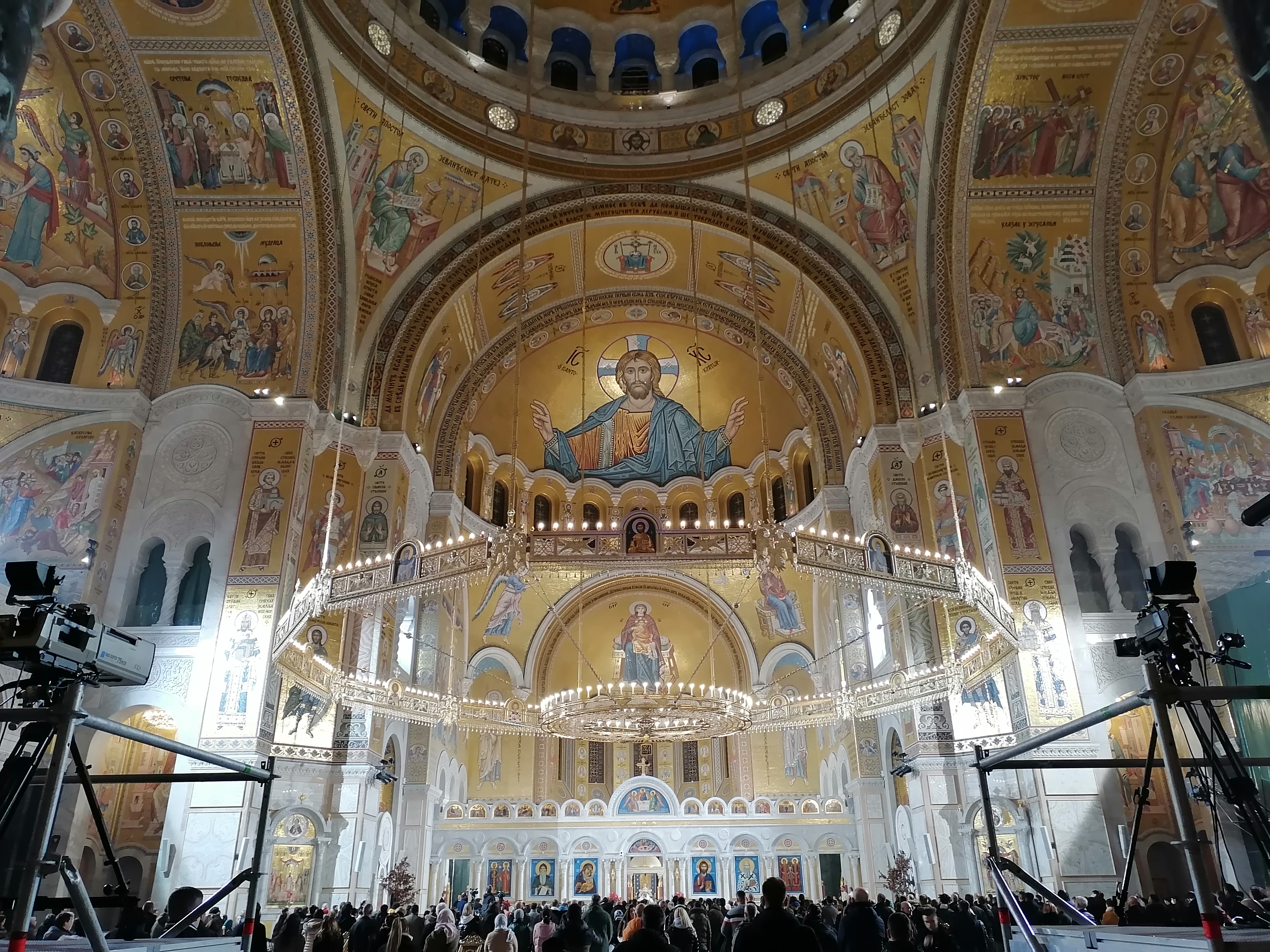
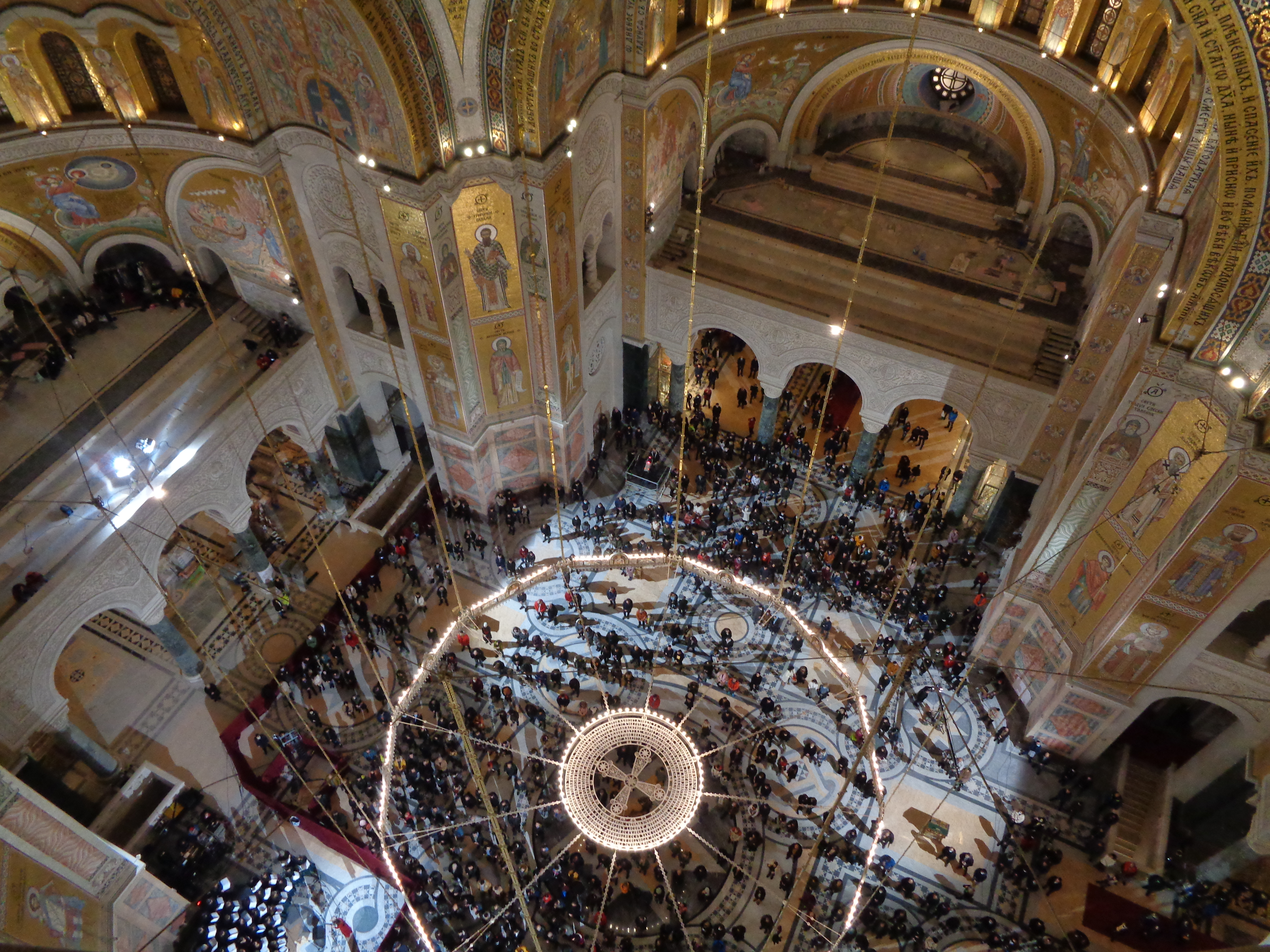
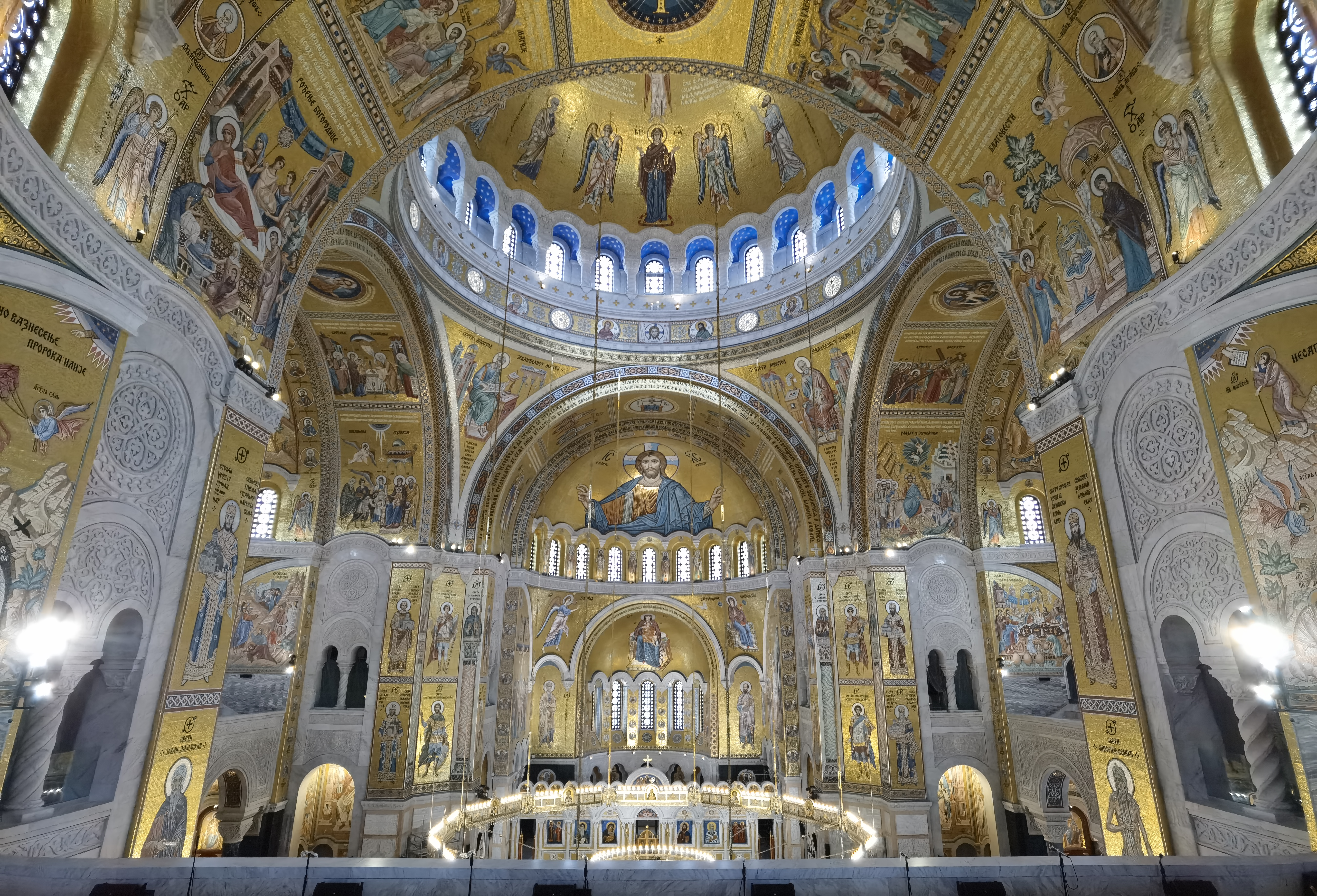

## Архітектурний стиль
Архітектори Александр Дероко і Богдан Несторович використовували класичний візантійський стиль епохи правління імператора Юстиніана І. Прямим зразком слугувала головна церква Візантійської імперії — Софійський собор у Константинополі. Однак за своїм плануванням Храм Святого Сави все ж відрізняється від константинопольського зразка, оскільки тут не здійснено злиття між базилікою і центральною будовою. Елементом сербського середньовічного стилю є додавання чотирьох веж навколо головного купола.
Маючи розміри 91 м х 81 м і займаючи площу у 7570 м², Храм Святого Сави приблизно відповідає масштабам Софійського собору, але має більший діаметр купола (35 м), а також більшу висоту (65 м).